# Герб Манитобы
Герб Манитобы — один из символов провинции Манитоба, Канада. Первый герб принят 2 августа 1870 года, современный — 23 октября 1992 года.

## Описание
В зелёном поле стоящий на скале бизон, в серебряной главе щита — красный крест Святого Георга; щит увенчан шлемом, на котором стоит бобр, держащий в правой лапе национальный цветок — ветреницу раскрытую, на спину бобра водружена корона; намёт — красный и серебряный. Щитодержателями служат белые единорог (справа) и конь (слева). Ошейник единорога — зелёная мурованная белым башенная корона с подвешенным к нему зелёным же колесом от повозки Ред Ривер; ошейник коня — образец индейского плетения с подвешенным к нему зелёным индейским амулетом цикла жизни.
Щит и сторонники покоятся на постаменте, представляющем собой разнообразный ландшафт провинции, ниже расположена лента с надписью «Gloriosus et liber» (с лат. — «Славный и свободный»).

## Символика
Щит
Современный герб основан на гербе провинции 1870 года, созданного для герба Канады. Крест Святого Георгия являлся главным элементом герба Компании Гудзонова залива, которая когда-то владела территорией современной Манитобы. Буйволы символизируют индейские племена ассинибойнов и кри, которые следовали за стадами этих животных во время своих сезонных миграций.
Нашлемник
Бобр, национальный символ Канады, напоминает о богатстве природы провинции. Он также символизирует торговлю мехом, которая была важным фактором в начале истории Монитобы. Королевская корона на спине бобра — символ конституционной монархии. Ветреница раскрытая — это цветок-эмблема провинции.
Щитодержатели
Единорог напоминает о ранних шотландских поселенцах Монитобы. Его ошейник символизирует положение Манитобы в центре страны, также он напоминает о Форт-Гарри, торговой фактории Компании Гудзонова залива в период активной торговли мехами. Кленовые листья — это символ Канады. Колесо повозки символизирует транспорт, сыгравший особую роль в истории провинции. Конь — главное средство передвижения в прериях в старину. Ошейник индейского плетения и амулет цикла жизни символизируют индейские племена провинции.
Постамент
В постаменте изображение волн символизирует реки и озера в провинции, а также происхождение названия провинцииот имени Маниту, духа в мифологии кри. Поле, усеянное зерном, символизирует сельское хозяйство и юг провинции. Лес — белую ель, дерево-символ провинции, а также север Манитобы. Поле по центру постамента покрыта цветками ветреницы раскрытой.
Девиз
Эта латинская фраза взята из канадского национального гимна и напоминает о демократическом наследии жителей провинции.

## История
Первый герб Манитобы (три пшеничных снопа в зелёном поле, над ними — золотая корона с прямым и косым красными крестами в серебряном поле и три золотые лилии в голубом) создан для герба Канады. Герб провинции учреждён 2 августа 1870 года: в зелёном поле бизон, в серебряной главе щита — красный крест Святого Георга; щит увенчан короной. Этот герб официально никогда не добавлялся в герб Канады. Герб, ставший основой современного, пожалован Манитобе королем Эдуардом VII 10 мая 1905 года. Он отличается от предыдущего тем, что корона водружена на спину бобра, держащего в лапе национальный цветок, а бизон стоит на скале. 23 октября 1992 года генерал-губернатор Канады Рамон Гнатышин дополнил данный герб нашлемником, щитодержателями и девизом.